# 康拉德山 (美国)
69°25′S 158°46′E / 69.417°S 158.767°E
康拉德山（英語：Mount Conrad）是南極洲的山峰，位於奧次地，處於金賽角以南11公里，海拔高度約600米，屬於古德曼山的一部分，美國地質調查局根據測量和該國海軍的空中照片繪入地圖，現時由南極條約體系管理。